# Adetokumboh M'Cormack
Frederick Adetokumboh M'Cormack (Freetown, 27 febbraio 1982) è un attore e doppiatore statunitense di origine africane, talvolta accreditato come Ade McCormack, Frederick McCormack o Adetokumoh McCormack.

## Biografia
Nato a Freetown da genitori creoli della Sierra Leone. Ha vissuto in Nigeria e Kenya prima di frequentare la SUNY Purchase a New York. Attualmente risiede a Los Angeles.
Ha avuto diversi ruoli ricorrenti in alcune serie importanti,  tra cui Lost, nei panni di Yemi, fratello di Mr. Eko, Heroes, nel ruolo di Tuko, 24, nei panni di Zeze Eto'o e la serie animata Castlevania, dove doppia l'antagonista Isaac.

## Filmografia parziale

### Cinema
- Blood Diamond - Diamanti di sangue (Blood Diamond), regia di Edward Zwick (2006)
- World Invasion, regia di Jonathan Liebesman (2011)
- Captain America: The Winter Soldier, regia di Anthony e Joe Russo (2014)
- Dietro la Maschera (Beyond the Mask), regia di Chad Burns (2015)

### Televisione
- Una mamma per amica (Gilmore Girls) – serie TV, 3 episodi (2006-2007)
- Lost – serie TV, 3 episodi (2006)
- The Unit – serie TV, un episodio (2006)
- Senza traccia (Without a Trace) – serie TV, episodio 6x01 (2007)
- Heroes – serie TV, 4 episodi (2007)
- 24 – serie TV, 2 episodi (2009)
- NCIS - Unità anticrimine (NCIS) – serie TV, 3 episodi (2015)
- Castlevania – serie TV, 18 episodi (2018-2021) – voce
- The Chosen – serie TV, un episodio (2019)
- Blood of Zeus – serie TV, 12 episodi (2020-2024) – voce
- X-Men '97 – serie TV, un episodio (2024) – voce

## Doppiatori italiani
Nelle versioni in italiano delle opere in cui ha recitato, Adetokumboh M'Cormack è stato doppiato da:
- Simone Mori in Lost
- Paolo Marchese in Senza traccia
- Roberto Certomà in Cold Case - Delitti irrisolti
- Stefano Santerini in 24
- Massimiliano Virgilii in World Invasion
- Alessandro Ballico in NCIS - Unità anticrimine